# Куп'єваха (річка)
Куп'єваха, Березівка — річка у Богодухівському та Охтирському районах Харківської та Сумської областей. Ліва притока Рябини (басейн Дніпра).

## Опис
Довжина 13 км, похил річки — 2,8 м/км. Формується з декількох безіменних струмків та багатьох водойм. Площа басейну 73,7 км².

## Розташування
Куп'єваха бере початок на південній стороні від села Куп'єваха. Тече переважно на північ і в селі Майське впадає у річку Рябину, ліву притоку Ворскли.

## Притоки
- Балка Байрак - лівий витік, починається на північно-східній околиці села Козіївка, тече переважно на північний схід, на півдні села Куп'єваха з'єднується з балкою довга і утворює ріяку Куп'єваха.
- Балка Довга - правий витік. Бере початок на північній околиці села Полкова Микитівка, тече переважно на північний захід, на півдні села Куп'єваха з'єднується з балкою байрак і утворює річку річкою Куп'єваха.
  - Балка Гончарова - права притока, впадає південніше села Куп'єваха.
- Балка Єнина (Чапайдина) - права притока, впадає у південній частині села Куп'єваха. У ХІХ столітті у верхів'ї балки існував хутір Єни.
- Балка Кудрина, Сухий Яр - права притока. Починається на південному заході від села Улянівка, тече спочатку на північний захід, потім на північ, впадає у річку Куп'єваху північніше села Куп'єваха.